# Golfe de Botnie
Ne doit pas être confondu avec Mer de Botnie ou Baie de Botnie.
Le golfe de Botnie (en suédois : Bottniska viken ; en finnois : Pohjanlahti) est un golfe fermant le Nord de la mer Baltique, entre Simpnäs, située à une vingtaine de kilomètres de la ville suédoise de Norrtälje dans le comté de Stockholm, et la péninsule de Hanko, située dans l'extrême Sud de la Finlande dans la région d'Uusimaa. Son littoral est partagé en deux entre la Suède à l'Ouest et la Finlande à l'Est et au Sud, avec les îles Åland.
Des zones militaires sont situées tout le long de la côte suédoise, dont celles de Väddö, de Måsbådan, de Marma, de Skärsviken, de Härnösand, de Tåme, de Boden, de Lombens et d'Orrträsks. Il y a une zone militaire proche de la péninsule de Hanko en Finlande.
Il existe un large éventail de réserves naturelles, tant du côté suédois que finlandais, avec du Sud au Nord et d'Ouest en Est, la réserve de la Couronne (Kronören en suédois), l'Orefjärden-Snöanskärgården, les landes d'Holmon, le Bondofjärden, le Stor-Rabben, le Rödkallen-Söräspen, l'archipel extérieur de Kalix, l'archipel d'Haparanda, le parc national de la baie de Botnie, la réserve naturelle de Liminganlala, l'archipel de Larsmo, le parc national intérieur de Pori et le parc national de Skärgardshavets.
De nombreux fleuves se jettent dans le golfe dont les plus importants sont, du Sud au Nord et d'Ouest en Est, le Dalälven, le Söderhamnsån, le Selångersån, l'Indalsälven, l'Ångermanälven, l'Umeälven, le Skellefteälven, le Piteälven, le Luleälven, le Kalixälven, le Kemijoki, l'Iijoki, l'Oulujoki, le Pyhäjoki, le Perhonjoki, le Kyro älv et le Kokemäenjoki.

Les ports de commerce et les ports de pêche principaux en sont du Sud au Nord et d'Ouest en Est : Gävle, Sundsvall, Umeå, Luleå, Oulu, Pori et Turku. Les principales autres villes sont : Örnsköldsvik, Kokkola, Vaasa et Salo.

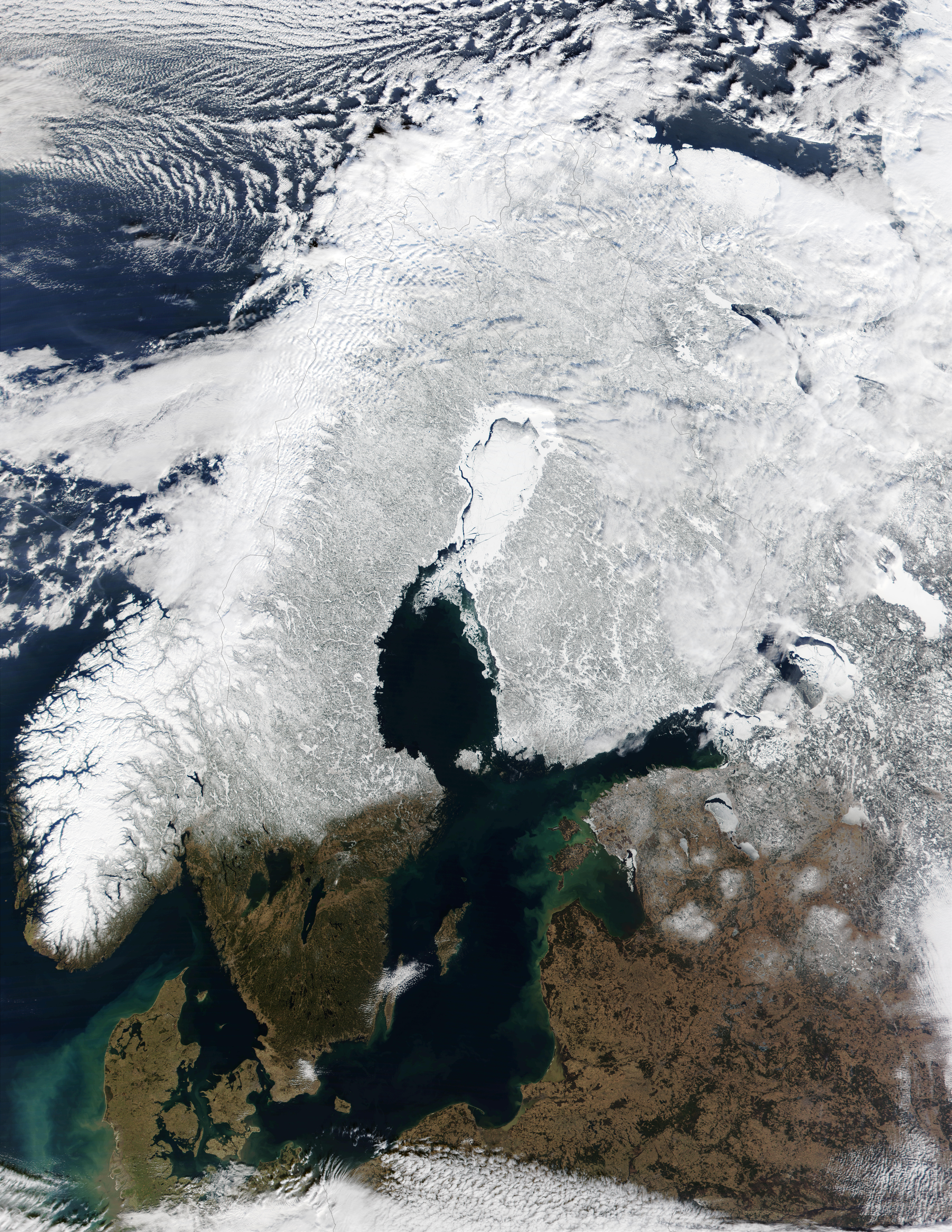
Photo satellite du golfe de Botnie.

## Étymologie
Le golfe porte le nom de la région historique de Botnie ; une région que se partagent la Suède et la Finlande.
Ce nom provient des langues scandinaves orientales qui étaient parlées dans la partie sud et est de l'actuelle Suède, dans le sud de la Finlande et dans les îles Ålands. Ces langues s'appuient sur le vieux norrois dont le mot « botn » signifie « bas ». Durant cette époque où les langues scandinaves orientales et le vieux norrois étaient parlées, le golfe n'était pas simplement appelé « botn » mais « Helsingjabotn » pour désigner la côte ouest du golfe, soit la côte actuelle suédoise.
En suédois, le golfe est nommé « Bottniska viken », littéralement « la baie de Botnie » à ne pas confondre avec la Baie de Botnie qui se situe à l'extrême nord du golfe. En finnois, le golfe se nomme « Pohjanlahti » et se traduit en français « Golfe de Botnie » ; il est composé du mot finnois « pohja » qui peut signifier bas ou fond.

## Histoire

### Préhistoire
Pendant des millénaires, le golfe était recouvert d'une épaisse couche de glace et l'a été jusqu'à la fin de la dernière ère glaciaire. La glace commence tout doucement à se retirer des terres il y a près de 13 000 ans laissant le sud de la Suède sans glace ; mais le golfe reste gelé en permanence. Les premiers hommes à peupler les alentours du golfe sont des chasseurs-cueilleurs originaires de l'actuelle région de Malmö et en quête de nouvelles terres qu'ils découvrent au fur et à mesure que la banquise se retire, il y a près de 6 500 ans. Il est toutefois possible que l'homme, plus précisément l'homme de Néandertal, ait été présent avant la dernière ère glaciaire, il y a plus de 50 000 ans.
La première culture à s'installer le long du golfe est celle de la céramique perforée qui a duré environ 1 000 ans il y a 5 000 ans, sur la côte suédoise et ailleurs en Scandinavie (sud de la Suède et de la Norvège et au Danemark). Cette culture était représentée par des chasseurs-cueilleurs créant une transition entre le Mésolithique et le Néolithique dans cette région du nord de l'Europe. Ces peuples sont surtout tournés sur le monde de la pêche et la chasse aux phoques, ce qui fait du golfe et de la mer Baltique des atouts importants à cette époque.

### Protohistoire
La côte suédoise du golfe connait sa première renommée durant l'âge du bronze lorsqu'il est utilisé pour permettre un commerce par bateau pour rejoindre la mer Baltique et accoster le long des côtes actuelles polonaise, allemande et danoise et ainsi commercer avec la civilisation celte de la Tène mais aussi la République romaine.
L'âge du fer permet le développement de l'âge des migrations, plus connue sous le nom de la période de Vendel, un site se situant dans l'Uppland, sur la côte suédoise dans le sud du golfe. Cette période fera de l'Uppland l'une des régions scandinaves les plus puissantes à cette époque.
Tout doucement, les vikings commencent à chercher des voies maritimes vers la Russie ; c'est le début de l'ère viking et des explorations en Europe et en Scandinavie par les eaux ; et notamment l'exploration du golfe de Botnie.

### L'ère viking
L'ère des vikings va permettre l'expansion des civilisations vers le nord de la Scandinavie, notamment tout le long des côtes du golfe sur une période de plusieurs siècles. Alors que les vikings s'implantent dans les actuelles villes de Stockholm à Sundsvall au VIIIe siècle et de cette dernière à Umeå au IXe siècle, le reste de la côte suédoise et toute la côte finlandaise du golfe n'aura été visitée que quelquefois par les vikings.
Les liens avec les Finnois, qui avaient déjà commencés avant l'âge des vikings, se sont intensifiés dans l'extrême sud du golfe, les îles Åland créant une sorte de pont naturel entre la Suède et la Finlande.

### Le royaume de Suède
Peu de temps après la fondation de Stockholm, la Suède se christianise très rapidement. Le royaume suédois décide ainsi de christianiser les populations finnoises de l'autre côté du golfe de Botnie. Le royaume profitera de cette conversion religieuse pour acquérir des terres finlandaises en passant soit directement par le golfe, au niveau des îles Åland, soit par la terre en contournant le golfe.

## Données géophysiques

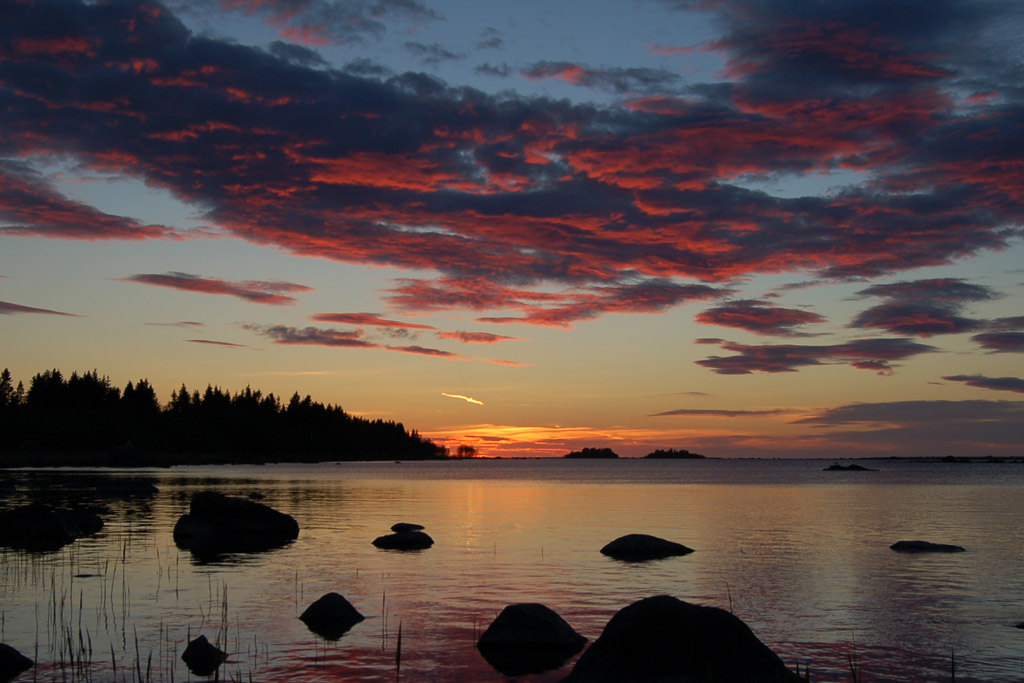
Coucher de soleil, en été, sur le golfe de Botnie.

Le golfe est long de 725 km et large de 80 à 240 km, selon les endroits. Sa profondeur moyenne est de 60 mètres et sa profondeur maximale de 295 mètres. Il a une superficie totale de 117 000 km2. 
De nombreuses rivières se jettent dans le golfe, tant sur la côte suédoise que sur la côte finlandaise. Par conséquent, la salinité du golfe est de plus en plus forte lorsqu'on va vers le sud. À l'extrême nord du golfe, la salinité est si faible qu'on ne peut plus sentir le goût du sel et beaucoup de poissons d'eau douce y vivent.
Enfin, le golfe est gelé pendant cinq mois par an, le gel de la Baltique commençant et se terminant là.

### Limites maritimes
Ses limites sont déterminées par l'Organisation hydrographique internationale de la façon suivante :
- Au sud :

depuis Simpnäsklubb 59° 52′ 34″ N, 19° 04′ 59″ E, en Suède, aux îlots et îles de Flötjan, Lågskär, Fästorna, Kökars Ören, et Kalskär  à la pointe sud-ouest de Hankoniemi (ou Hangö Udd) 59° 48′ 34″ N, 22° 53′ 35″ E, en Finlande, incluant par conséquent les îles Åland, les hauts-fonds adjacents et les chenaux du golfe de Botnie.

## Étendues d'eau constitutives

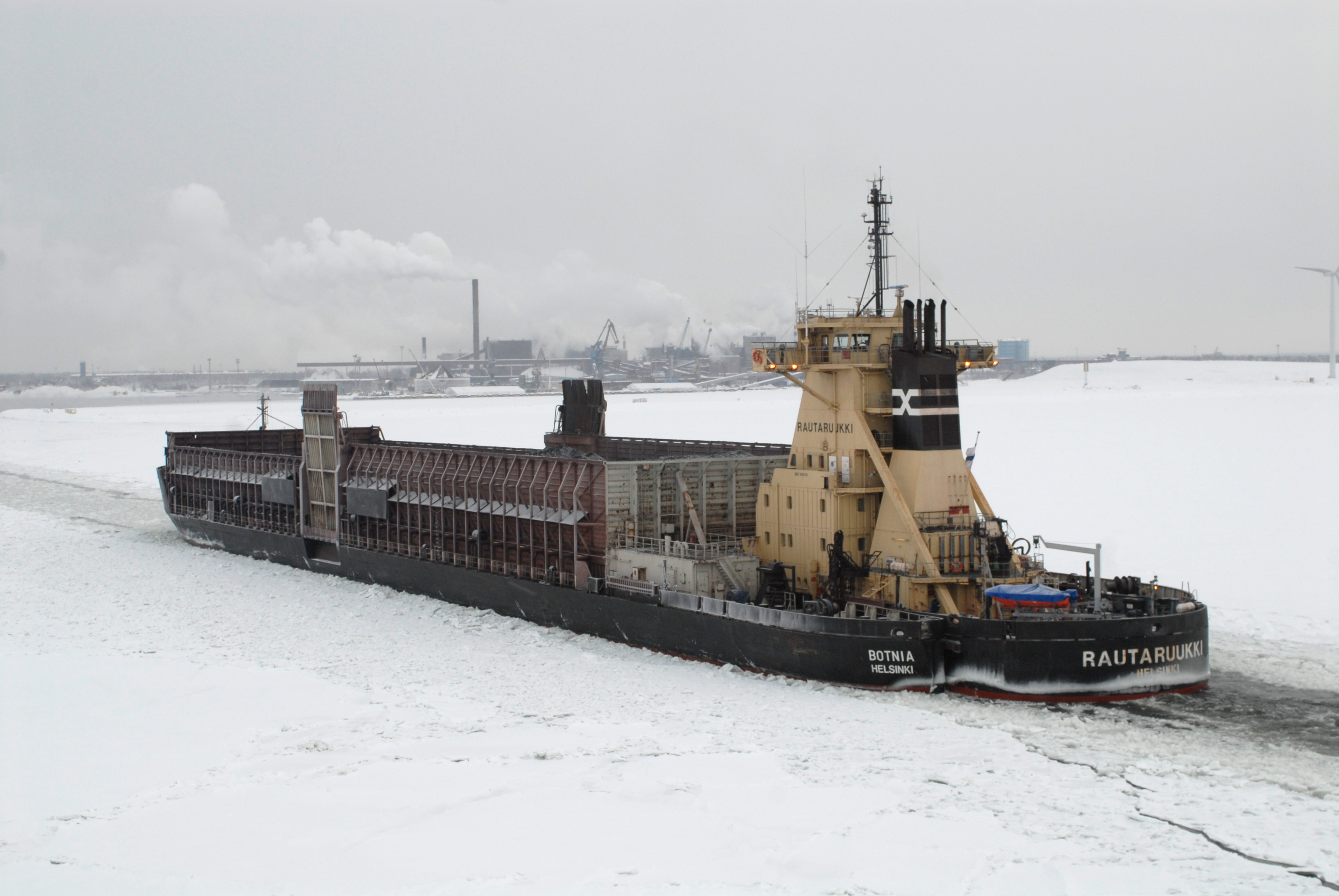
Le pousseur Rautaruukki et une barge en février 2011.

Du Nord au Sud, se trouvent :
- Baie de Botnie
- Détroit du Kvarken
- Mer de Botnie
- Mer d'Åland

## Affluents
- Dalälven
- Ljusnan
- Ljungan
- Indalsälven
- Ångermanälven
- Skellefteälven
- Piteälven
- Luleälven
- Kalixälven
- Torne
- Kemijoki
- Simojoki
- Iijoki
- Oulujoki
- Kyrönjoki
- Kokemäenjoki

## Villes bordant le golfe
- Luleå
- Holmsund
- Härnösand
- Sundsvall
- Gävle
- Oulu
- Kokkola
- Jakobstad
- Vaasa
- Pori
- Turku